# Buissoncourt
Buissoncourt és un municipi francès situat al departament de Meurthe i Mosel·la i a la regió del Gran Est. L'any 2007 tenia 253 habitants.

## Demografia

### Població
El 2007 la població de fet de Buissoncourt era de 253 persones. Hi havia 90 famílies, de les quals 24 eren unipersonals (12 homes vivint sols i 12 dones vivint soles), 27 parelles sense fills, 35 parelles amb fills i 4 famílies monoparentals amb fills.
La població ha evolucionat segons el següent gràfic:
Habitants censats

### Habitatges
El 2007 hi havia 96 habitatges, 91 eren l'habitatge principal de la família, 2 eren segones residències i 2 estaven desocupats. 90 eren cases i 6 eren apartaments. Dels 91 habitatges principals, 83 estaven ocupats pels seus propietaris, 8 estaven llogats i ocupats pels llogaters i 1 estava cedit a títol gratuït; 1 tenia una cambra, 2 en tenien dues, 10 en tenien tres, 24 en tenien quatre i 54 en tenien cinc o més. 65 habitatges disposaven pel capbaix d'una plaça de pàrquing. A 33 habitatges hi havia un automòbil i a 49 n'hi havia dos o més.

### Piràmide de població
La piràmide de població per edats i sexe el 2009 era:
| Homes | Edats   | Dones |
| ----- | ------- | ----- |
| 0     | 95 o +  | 0     |
| 0     | 90 a 94 | 0     |
| 4     | 85 a 89 | 0     |
| 0     | 80 a 84 | 0     |
| 4     | 75 a 79 | 4     |
| 4     | 70 a 74 | 16    |
| 4     | 65 a 69 | 0     |
| 4     | 60 a 64 | 0     |
| 4     | 55 a 59 | 12    |
| 20    | 50 a 54 | 4     |
| 4     | 45 a 49 | 16    |
| 0     | 40 a 44 | 8     |
| 4     | 35 a 39 | 4     |
| 8     | 30 a 34 | 0     |
| 0     | 25 a 29 | 0     |
| 8     | 20 a 24 | 8     |
| 8     | 15 a 19 | 12    |
| 0     | 10 a 14 | 0     |
| 8     | 5 a 9   | 0     |
| 4     | 0 a 4   | 4     |

## Economia
El 2007 la població en edat de treballar era de 146 persones, 112 eren actives i 34 eren inactives. De les 112 persones actives 108 estaven ocupades (55 homes i 53 dones) i 4 estaven aturades (2 homes i 2 dones). De les 34 persones inactives 16 estaven jubilades, 13 estaven estudiant i 5 estaven classificades com a «altres inactius».

### Ingressos
El 2009 a Buissoncourt hi havia 91 unitats fiscals que integraven 257 persones, la mediana anual d'ingressos fiscals per persona era de 21.048 €.

### Activitats econòmiques
Dels 6 establiments que hi havia el 2007, 1 era d'una empresa de construcció, 2 d'empreses de comerç i reparació d'automòbils, 2 d'empreses de transport i 1 d'una entitat de l'administració pública.
L'any 2000 a Buissoncourt hi havia 8 explotacions agrícoles.

## Poblacions més properes
El següent diagrama mostra les poblacions més properes.